# 戈尔纳亚河 (萨哈林州)
戈尔纳亚河（俄語：Река Горная）或东栅丹川（日语：／）是萨哈林州马卡罗夫区的河流，源起友好山西利相斯基山脉，长33公里，流域面积138平方公里，注入捷尔佩尼耶湾。河由西北向东南流，下游宽25米，深3米，水流速7.1米每秒。流经戈尔诺耶村。